# 界河店乡
界河店乡，是中华人民共和国河北省邯郸市永年区下辖的一个乡镇级行政单位。

## 行政区划
界河店乡下辖以下地区：
北界河店村、后曹庄村、前曹庄村、北郑村、南界河店村、西大屯村、杜刘固村、兴业村、北两岗村、何庄村、西陈庄村、刘窑村、胡贾沟村、李孟湾村和温窑村。